# Національний депозитарій України

Національний депозитарій України (НДУ) — депозитарій створений відповідно до Закону України „Про Національну депозитарну систему та особливості електронного обігу цінних паперів в Україні” для забезпечення функціонування єдиної системи депозитарного обліку.
Договір про заснування Національного депозитарію України підписано ДКЦПФР та НБУ 18 грудня 1998 року. Державна реєстрація відбулася 17 травня 1999 року.
Статутний капітал НДУ становить 103 млн. 200 тис. гривень. 25% акцій належить державі, якими управляє Національна комісія з цінних паперів та фондового ринку. Крім того, 25% акцій НДУ належать Національному банку України.
До 12 жовтня 2013 року Національний депозитарій України здійснював професійну діяльність на фондовому ринку на підставі виданих Державною комісією з цінних паперів та фондового ринку ліцензії на здійснення депозитарної діяльності депозитарію цінних паперів строком на десять років та ліцензії на здійснення розрахунково-клірингової діяльності строком на десять років.
12 жовтня 2013 року набрав чинності Закон України «Про депозитарну систему України» (далі – Закон).
Відповідно до частини 2 статті 9 Закону Центральний депозитарій - юридична особа, що функціонує у формі публічного акціонерного товариства відповідно до Закону України "Про акціонерні товариства" з урахуванням особливостей, установлених цим Законом. Акціонерне товариство набуває статусу Центрального депозитарію з дня реєстрації Національною комісією з цінних паперів та фондового ринку в установленому порядку Правил Центрального депозитарію.
1 жовтня 2013 року Національною комісією з цінних паперів та фондового ринку було зареєстровано подані Публічним акціонерним товариством «Національний депозитарій України» Правила Центрального депозитарію цінних паперів (рішення Комісії від 01.10.2013 №2092).
Центральний депозитарій забезпечує формування та функціонування системи депозитарного обліку цінних паперів.
Центральний депозитарій веде депозитарний облік всіх емісійних цінних паперів, крім тих, облік яких веде Національний банк України відповідно до компетенції, визначеної цим Законом.
Загальний порядок надання Центральним депозитарієм послуг, пов’язаних із провадженням депозитарної діяльності, проведенням ним операцій у системі депозитарного обліку, здійснення Центральним депозитарієм контролю за депозитарними установами визначаються Правилами ЦД.
До виключної компетенції Центрального депозитарію належать:
- зарахування цінних паперів (крім цінних паперів, віднесених до компетенції Національного банку України) у систему депозитарного обліку, їх облік та зберігання, а також списання цінних паперів у зв’язку з їх погашенням та/або анулюванням;

- ведення обліку зобов’язань емітента за цінними паперами власних випусків (крім цінних паперів, віднесених до компетенції Національного банку України) стосовно кожного випуску цінних паперів на підставі депонування глобального сертифіката та/або тимчасового глобального сертифіката;

- зберігання глобальних сертифікатів та тимчасових глобальних сертифікатів (крім глобальних сертифікатів та тимчасових глобальних сертифікатів випусків цінних паперів, віднесених до компетенції Національного банку України);

- здійснення нумерації (кодифікації) цінних паперів відповідно до міжнародних норм, ведення реєстру кодів цінних паперів (міжнародних ідентифікаційних номерів цінних паперів);

- складення реєстрів власників іменних цінних паперів (крім цінних паперів, віднесених до компетенції Національного банку України);

- зберігання інформації про осіб, визначених на надання емітенту реєстру власників іменних цінних паперів;

- отримання доходів та інших виплат за операціями емітентів (у тому числі тих, що розміщені та обертаються за межами України) на рахунок Центрального депозитарію, відкритий у Розрахунковому центрі, для їх подальшого переказу отримувачам;

- відкриття та ведення рахунків у цінних паперах емітентів, Національного банку України, депозитарних установ, депозитаріїв-кореспондентів, клірингових установ та Розрахункового центру;

- ведення рахунку в цінних паперах депозитарної установи, що припинила свою депозитарну діяльність або якій анульовано відповідну ліцензію за правопорушення на ринку цінних паперів чи в іншому визначеному Комісією випадку, а також відповідальне зберігання документів, баз даних, копій баз даних, архівів баз даних депозитарної установи, інформації про тих її депонентів, що в установленому порядку не закрили свої рахунки в цінних паперах, та цінних паперів, які обліковувалися на їх рахунках, та подання інформації про стан таких рахунків згідно із законодавством;

- встановлення єдиних уніфікованих правил (стандартів) відображення та передачі інформації щодо обліку та обігу цінних паперів, обслуговування корпоративних дій емітентів та іншої інформації, яка вноситься до системи депозитарного обліку;

- впровадження міжнародних стандартів з питань провадження депозитарної діяльності;

- здійснення контролю за клієнтами в частині провадження ними депозитарної діяльності в порядку та межах, установлених цим Законом.

Центральний депозитарій може надавати послуги емітенту з організації та проведення загальних зборів акціонерів.
Центральний депозитарій може здійснювати іншу діяльність, не заборонену законом.
Інформація, заначена вище, дійсна станом на 23.04.2015.

## Юридична адреса
вул. Якубенівська 7-Г, м. Київ, 04107
(м. «Лук'янівська»).